# Scherma alla XXIV Universiade
Il torneo di scherma della XXIV Universiade si è svolto a Bangkok in Thailandia nel 2007.

## Podi

### Uomini
| Evento                          | Oro                                                                     | Argento       | Bronzo               |
| Fioretto individuale (dettagli) | Wu Hanxiong                                                             | Bao Xiaoqing  | Maxim Petrov         |
| Fioretto individuale (dettagli) | Wu Hanxiong                                                             | Bao Xiaoqing  | Laurence Halsted     |
| Sciabola individuale (dettagli) | Aleksey Yakimenko                                                       | Balázs Lontay | Kim Jung-Hwan        |
| Sciabola individuale (dettagli) | Aleksey Yakimenko                                                       | Balázs Lontay | Veniamin Reshetnikov |
| Spada individuale (dettagli)    | András Rédli                                                            | Dong Guotao   | Maksym Khvorost      |
| Spada individuale (dettagli)    | András Rédli                                                            | Dong Guotao   | Dmitriy Gryaznov     |
| Fioretto a squadre (dettagli)   | Russia                                                                  | Cina          | Francia              |
| Sciabola a squadre (dettagli)   | Ucraina Dmytro Boiko Oleksandr Torchuk Oleh Shturbabin Andriy Yahodka   | Corea del Sud | Russia               |
| Spada a squadre (dettagli)      | Ucraina Maksym Khvorost Dmytro Karyuchenko Vitaly Medvedev Oleh Sokolov | Francia       | Svizzera             |

### Donne
| Evento                          | Oro                                                                 | Argento                                                        | Bronzo            |
| Fioretto individuale (dettagli) | Yuliya Biryukova                                                    | Lee Hye-Sun                                                    | Liu Yuan          |
| Fioretto individuale (dettagli) | Yuliya Biryukova                                                    | Lee Hye-Sun                                                    | Polina Repina     |
| Sciabola individuale (dettagli) | Lee Shin-Mi                                                         | Halyna Pundyk                                                  | Guo Fei           |
| Sciabola individuale (dettagli) | Lee Shin-Mi                                                         | Halyna Pundyk                                                  | An Mi-Ae          |
| Spada individuale (dettagli)    | Yana Shemyakina                                                     | Noam Mills                                                     | Tan Li            |
| Spada individuale (dettagli)    | Yana Shemyakina                                                     | Noam Mills                                                     | Malgorzata Bereza |
| Fioretto a squadre (dettagli)   | Cina                                                                | Corea del Sud                                                  | Giappone          |
| Sciabola a squadre (dettagli)   | Corea del Sud                                                       | Ucraina Halyna Pundyk Olha Zhovnir Nina Kozlova Olena Khomrova | Russia            |
| Spada a squadre (dettagli)      | Ucraina Yana Shemyakina Olena Kryvytska Olha Partala Olena Reizlina | Romania                                                        | Cina              |